# Oban (Nouvelle-Zélande)
Pour les articles homonymes, voir Oban.
Oban est la principale ville de l’Île Stewart ou Rakiura, l’île habitée de l’archipel la plus au sud de la Nouvelle-Zélande.

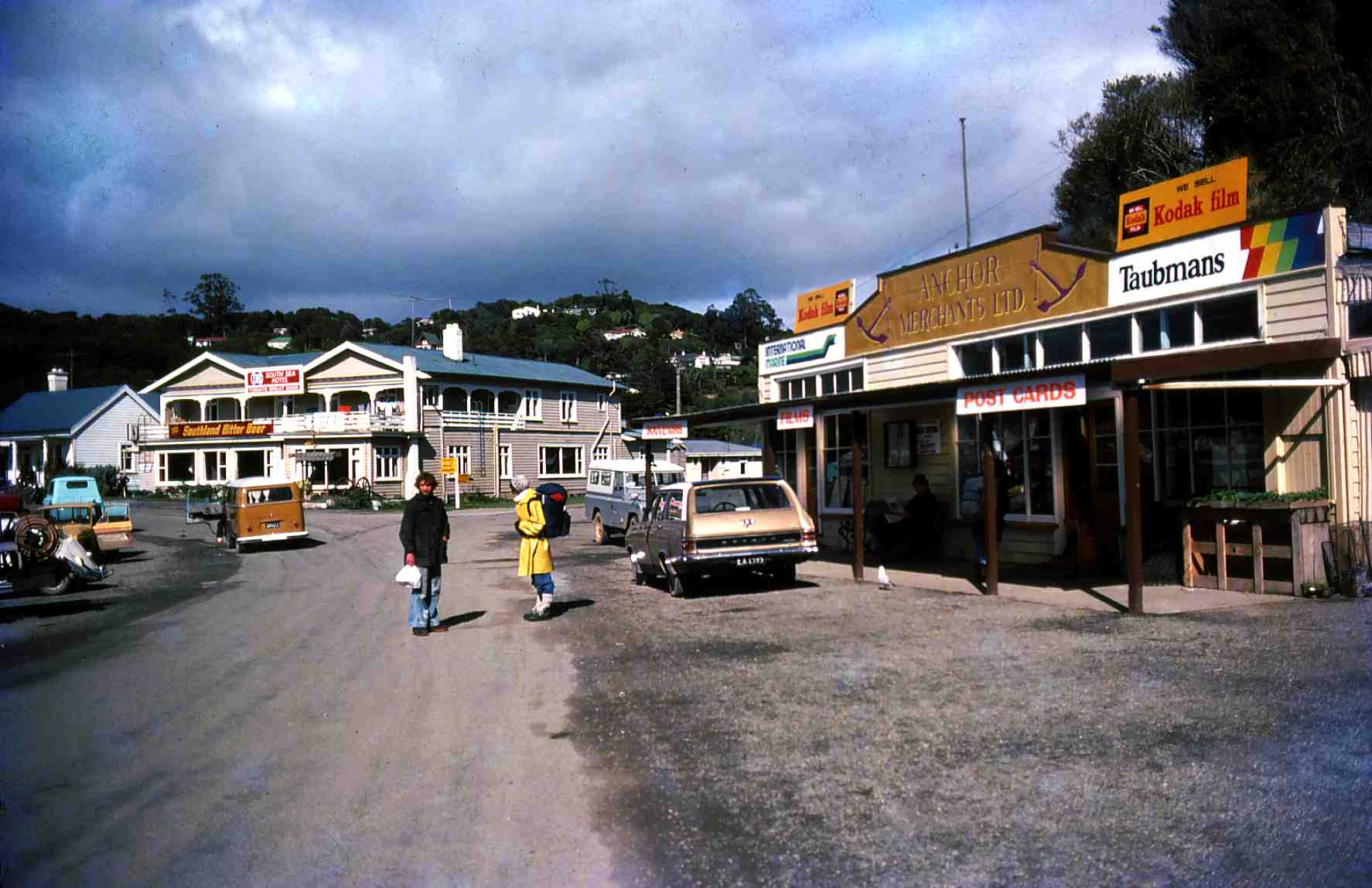
Oban en 1977.

## Situation
Oban est située sur la Baie de la demi-lune (en) sur l’Île Stewart (parfois utilisé comme nom alternatif pour la ville), située sur le golfe de Paterson Inlet.
C’est le siège d’une connexion aérienne avec la ville d'Invercargill et d’un service de ferry vers la ville de Bluff.

## Toponymie
La ville a été dénommée d’après le nom de la ville d’Oban en Écosse , (un t-Òban en gaélique écossais, signifie La petite baie), le nom a été donné vraisemblablement du fait de l’importante influence des colons écossais dans le sud lors de la colonisation initiale de la Nouvelle-Zélande.

## Population
Selon le recensement de 2001 en Nouvelle-Zélande (en), la population des résidents permanents de l’île s’élevait à 387 habitants à cette époque mais en diminution de 30 personnes par rapport à 1996.
Approximativement 80 % d’entre eux, vivent dans la ville d'Oban.
De nouvelles estimations donnent la population de l’île autour de 400 habitants, et l’île a reçu un soutien modéré pour le commerce et quelques millions de $ de fonds gouvernementaux depuis que le tourisme a augmenté de façon marquée à la suite de l’ouverture du Parc national de Rakiura .

## Climat
Selon la classification des climats de Köppen-Geiger (en) son climat est classé comme climat océanique (Cfb).
Les températures sont douces à froides tout le long de l'année, avec une moyenne des températures élevées se classant de 17,2 °C en janvier, le mois le plus chaud, et à 9,9 °C en juillet, qui est mois le plus froid. La forte influence océanique entraîne ici de faibles variations de températures. Les variations de températures diurnes sont faibles, autour de 7 à 8 °C tout le long de l'année et les variations de température saisonnières (la différence entre le mois le plus chaud et le mois le plus froid) est d'environ 7 °C. Les moyennes des précipitations de 1 490 mm par an et est réellement distribué tout le long de l'année (voir le tableau du climat ci-dessous). En fait, tout le long de l'année, Oban siège dans le passage direct des cyclones des latitudes moyennes (systèmes de basse pression ou dépressions) arrivant à partir des océans du sud, se déplaçant généralement du sud-ouest vers le nord-est , ou d'ouest en est. Comme tel, le climat est de façon prédominante venteux, nuageux et pluvieux; les jours clairs et avec un vent minimal sont rares.
| Mois          | jan.  | fév.  | mars  | avril | mai   | juin  | jui.  | août  | sep.  | oct.  | nov.  | déc.  | année   |
| ------------- | ----- | ----- | ----- | ----- | ----- | ----- | ----- | ----- | ----- | ----- | ----- | ----- | ------- |
| T. min. moy.  | 9,6   | 9,4   | 8,3   | 7     | 5,5   | 3,4   | 2,7   | 3,5   | 4,5   | 5,7   | 7     | 8,6   | 6,2     |
| T. moy. (°C)  | 13,4  | 13,3  | 12,1  | 10,6  | 8,8   | 6,7   | 6,3   | 7     | 8,4   | 9,5   | 10,8  | 12,4  | 9,9     |
| T. max. moy.  | 17,2  | 17,1  | 15,9  | 14,2  | 12    | 10,1  | 9,9   | 10,7  | 12,2  | 13,4  | 14,6  | 16,1  | 13,6    |
| Rec. de ch.   | 27    | 28,5  | 26,5  | 29    | 19,8  | 17,5  | 16    | 17,1  | 21,3  | 23,9  | 26,5  | 27,2  | 29      |
| Préc. (mm)    | 133,9 | 109,8 | 128,2 | 132,1 | 139,9 | 136,9 | 113,3 | 106,2 | 120,9 | 134,1 | 132,4 | 116,4 | 1 489,6 |
| J. avec préc. | 15,3  | 13,6  | 15,4  | 16    | 17,9  | 17,8  | 17    | 16,5  | 16    | 17    | 17    | 16,1  | 195,5   |
| Hum. rel. (%) | 84,3  | 87,4  | 87,4  | 89,4  | 91,1  | 90,9  | 91,3  | 89,9  | 85    | 84,3  | 81,6  | 82,6  | 85,8    |

| Diagramme climatique                                  |              |              |            |            |              |             |              |              |              |            |              |
| J                                                     | F            | M            | A          | M          | J            | J           | A            | S            | O            | N          | D            |
| 17,29,6133,9                                          | 17,19,4109,8 | 15,98,3128,2 | 14,27132,1 | 125,5139,9 | 10,13,4136,9 | 9,92,7113,3 | 10,73,5106,2 | 12,24,5120,9 | 13,45,7134,1 | 14,67132,4 | 16,18,6116,4 |
| Moyennes : • Temp. maxi et mini °C • Précipitation mm |              |              |            |            |              |             |              |              |              |            |              |